# 愛と死の間で (1991年の映画)
『愛と死の間で』（あいとしのあいだで、原題: Dead Again）は、1991年のアメリカ映画で、イギリス出身のケネス・ブラナー監督・主演のハリウッド・デビュー作である。

## あらすじ
前世で殺人犯とその被害者という関係であった男女が惹かれあい、自分たちの死の謎を解こうとする。
40年前に起きた女性ピアニスト殺害事件。
妻を惨殺した殺人者として夫が死刑判決を受け、刑は執行されたが…

## キャスト
※括弧内は日本語吹替
- マイク・チャーチ / ローマン・ストラウス - ケネス・ブラナー（菅生隆之）
- グレース / マーガレット・ストラウス - エマ・トンプソン（土井美加）
- グレイ・ベイカー - アンディ・ガルシア（納谷六朗）
- フランクリン・マドソン - デレク・ジャコビ（山内雅人）
- インガ - ハンナ・シグラ（谷育子）
- コジー・カーライル - ロビン・ウィリアムズ（麦人）
- ピート - ウェイン・ナイト（西尾徳）
- ダグ - キャンベル・スコット（大塚芳忠）
- ティモシー神父 - リチャード・イーストン（大木民夫）
- シスター・コンスタンス - ロイス・ホール（片岡富枝）
- シスター・マドレーヌ/スターレット - ジョー・アンダーソン
- リディア・ラーセン - クリスティーン・エバーソール
- フランキー - グレゴール・ヘッセ

## 映画賞ノミネート
| 映画祭・賞           | 部門       | 候補               | 結果       |
| -------------------- | ---------- | ------------------ | ---------- |
| ベルリン国際映画祭   | 金熊賞     | ケネス・ブラナー   | ノミネート |
| ゴールデングローブ賞 | 作曲賞     | パトリック・ドイル | ノミネート |
| 英国アカデミー賞     | 助演男優賞 | デレク・ジャコビ   | ノミネート |